# Hassi Mamèche (distrito)
Hassi Mamèche é um distrito localizado na província de Mostaganem, Argélia, e cuja capital é a cidade de mesmo nome. A população total do distrito era de 47 586 habitantes, em 1998.[carece de fontes?]

## Comunas
O distrito é composto por três comunas:
- Hassi Mamèche
- Stidia
- Mazagran